# Апология (произведение Апулея)
«Апология, или Речь в защиту самого себя от обвинения в магии» (лат. Apologia, sive Pro se de magia liber) — самозащитительная судебная речь, произнесённая Апулеем на процессе по обвинению его в занятиях магией. Процесс закончился оправданием Апулея, а сама речь из-за её высоких риторических качеств неоднократно переписывалась и целиком дошла до наших дней.

## Время создания
В отличие от времени создания «Метаморфоз», о котором среди учёных продолжаются споры, «Апология» датируется весьма точно. Как следует из самой речи, председателем суда был Клавдий Максим (Claudius Maximus), проконсул римской провинции Африка. Согласно римским анналам, Клавдий Максим занимал этот пост в 155—158 н. э. К этим годам относится и время судебного процесса. Как далее следует из текста, Апулею в это время было около 30 лет.

## Судебный процесс

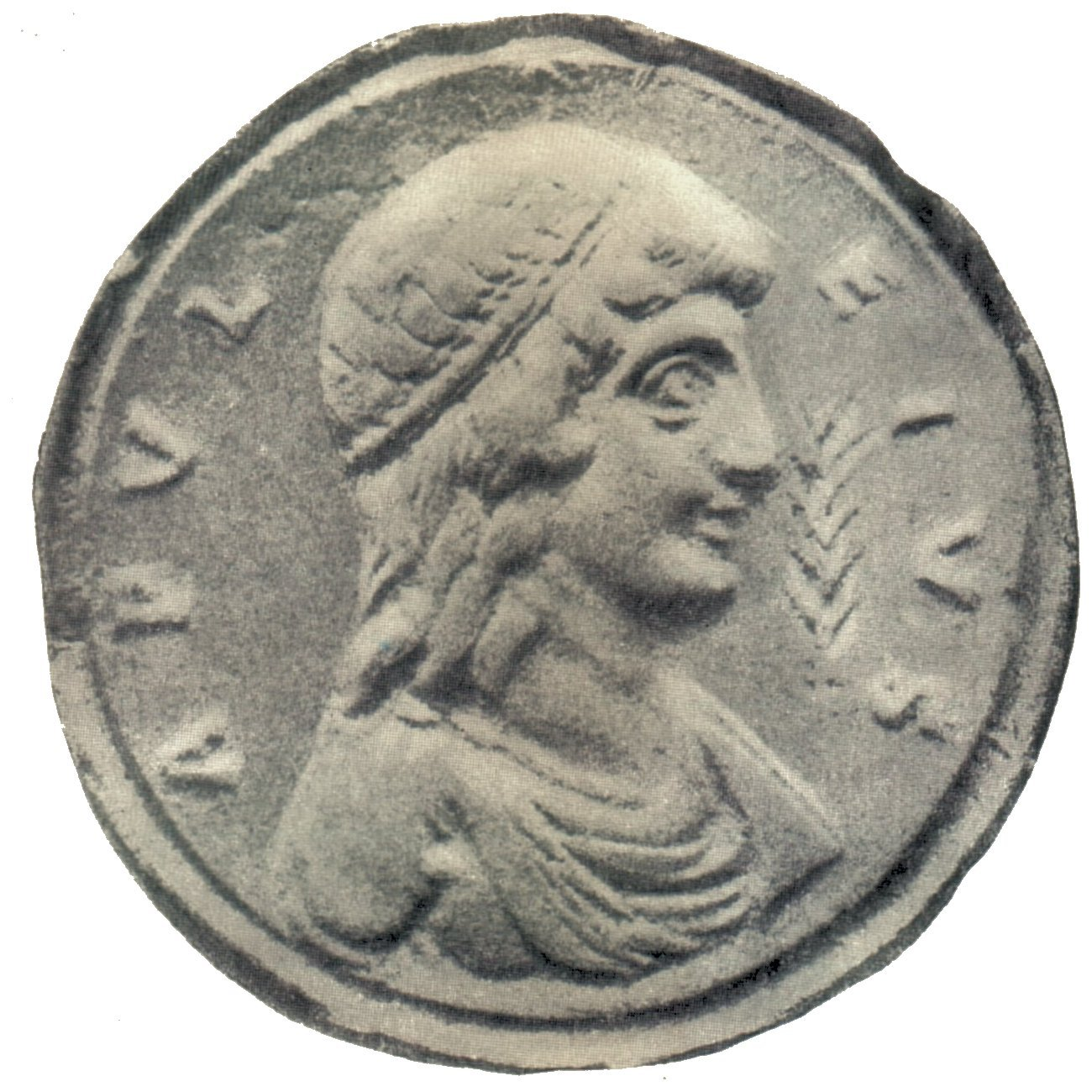
Апулей (?). Конторниат (памятный медальон) IV—V веков

### Предыстория
Закончив обучение языку и философии в Риме, Апулей некоторое время жил там, зарабатывая написанием речей для судебных процессов. Однако жизнь в столице империи оказалась ему не по средствам, и он вернулся в родную Мадавру в провинции Африка. Этот город в современном Алжире тогда находился на границе Нумидии и владений туарегов («гетулы» в античных источниках), поэтому в текстах Апулей порой называет себя «полунумидийцем-полугетулом».
Где-то в  155—158 годах н. э. Апулей, которому в то время было около 30 лет, предпринял путешествие в Александрию, но по дороге тяжело заболел и остановился на лечение в городе Эя (территория современного Триполи). Там он встретил своего бывшего соученика по Афинам Понтиана. Его мать Пудентилла была богатой вдовой лет за сорок. По инициативе Понтиана Апулей встретился с Пудентиллой и сделал ей предложение выйти за него замуж, на что Пудентилла ответила согласием. Это вызвало крайнюю досаду родственников первого мужа Пудентиллы, которые сами рассчитывали на её состояние.  От первого брака Пудентилла имела двоих сыновей. Старший из них, тот самый Понтиан, был женат на дочери некоего Руфина, о которой Апулей в своей речи отзывается крайне негативно. Младший, по имени Пудент, подпал под влияние Сициния Эмилиана, брата первого мужа Пудентиллы. Достаточно скоро после брака Апулея и Пудентиллы (точный срок в речи не указывается) новый пасынок Апулея Понтиан умер, и Руфин с Сицинием Эмилианом увидели здесь свой шанс поквитаться с удачливым иноземцем. В один из дней, когда Апулей пришёл в суд по делу неких Граниев, Руфин и Сициний Эмилиан в грубой форме вручили ему повестку по обвинению в занятиях магией, повлекших смерть или угрозу смерти нескольких лиц. Истцом же был выставлен несовершеннолетний Пудент. Заявление было рассмотрено судом Сабраты, где и состоялся судебный процесс.

### Обвинения
Ещё на стадии предварительного расследования обвинение отказалось от соучастия Апулея в смерти пасынка, так как она была вызвана объективными причинами. Почему Понтиан, которому было лет 20—25, умер столь рано, в речи прямо не поясняется. Апулей только неоднократно упоминает «распущенность и сластолюбие» бывшей жены Понтиана. В окончательном же иске было заявлено, что Апулей занимается магией, в том числе катопромантией (гаданием на зеркалах), гаданием на внутренностях животных, использует загово́ры и прочие магические приёмы. Одним из главных доказательств магических действий обвиняемого называлось быстрое согласие Пудентиллы на брак с Апулеем, когда как несколько лет перед этим она отказывалась от всех предложений. Как пишет М. Е. Грабарь-Пассек:
| <...> будто бы нужны магические заклинания, а не чисто житейские соображения, чтобы сорокалетняя вдова вышла замуж за красивого образованного иностранца моложе себя на 10—15 лет, а он бы согласился на этот неравный брак из-за известных материальных выгод и спокойной жизни, которые этот брак предоставлял ему. |

Таким образом, весь процесс в Сабрате был в известной степени театральным представлением, которое, впрочем, могло окончиться для Апулея трагически. Наиболее опасным было обвинение в том, что тот приводил в дом некоего мальчика-раба и вводил его в бессознательное состояние для получения прорицаний, а также обвинение в хранении дома магических и опасных для жизни предметов. Если прочие «преступления» грозили максимум денежными штрафами, последние выводили дело к части 6-й «Закона Корнелия об убийцах и отравителях» (лат. lex Cornelia de sicariis et veneficis): «смерть или прямая угроза жизни в результате противоправных действий через преднамеренную хитрость». Сами составители закона вовсе не имели в виду магию, а просто упорядочили типы умышленного убийства и умышленного же причинения вреда здоровью. Например, часть 1-я определяла наказание за вооружённое убийство гражданина в черте Рима и в радиусе мили вокруг него. Однако во времена Апулея часть 6-я этого закона часто трактовалась в целях борьбы с неофициальными магами и прорицателями, а ещё позднее для борьбы с религиозным инакомыслием. Статьи lex Cornelia карали смертью, и Апулей особое внимание обратил на опровержение именно этих обвинений, несколько раз упомянув в речи и сам lex Cornelia.

### Слушания
По правилам римского судопроизводства истец и ответчик должны были сами произносить свои речи по памяти, чтение с листа не допускалось. Однако разрешалось заранее заказать речь у опытного юриста или оратора и выучить её наизусть. Бизнес по написанию таких речей на заказ был весьма развит по всей империи, именно этим занимался в Риме и сам Апулей до возвращения на родину.
И истец, и ответчик получали определённое время для произнесения своих речей, ответчик в два раза больше, чем истец. Время отмерялось по водяным часам (клепсидре), установленным в зале суда. Документы, представленные сторонами, зачитывались секретарём суда. На это время водяные часы останавливались (затыкались).
«Апология» несколько отличается от стандартной защитительной речи того времени тем, что «повествование» (лат. narratio) перенесено во вторую часть, а «опровержение» (лат. refutatio) начинается сразу после зачитывания обвинений. В целом же речь написана живым и ярким языком без излишних языковых и синтаксических изысков, которых так много в «Метаморфозах». Одно за другим Апулей опровергает выдвинутые обвинения, не упуская случая едко пройтись по обвиняющим. Не упускает он случая и применить проверенное средство «завоевание благосклонности» (лат. captatio benevolentiae), восхваляя образованность, наблюдательность, справедливость и тонкий ум председателя суда Клавдия Максима.

### Итог
Само решение суда не сохранилось, однако очевидно, что для Апулея всё закончилось благополучно. Из сборника (цветника) «Флориды» известно, что он продолжал жить в благополучии в Африке и даже позднее удостоился памятника в свою честь в Карфагене.

## Литературно-историческое значение
«Апология» является прекрасным образцом ораторского искусства на латинском языке. Для историков огромное значение имеют многочисленные цитаты и ссылки на греческих и латинских поэтов и писателей. Многие из них известны только из «Апологии». Также эта речь даёт точное представление о деталях римского судопроизводства и множество исторических деталей провинциальной жизни Римской империи середины II века н. э., в относительно стабильный и благополучный период правления Антонина Пия.